# 我孫子市立湖北台西小学校
我孫子市立湖北台西小学校（あびこしりつ こほくだいにししょうがっこう）は、千葉県我孫子市湖北台八丁目にある市立小学校。湖北駅より徒歩15分。

## 沿革
- 1969年10月1日 - 湖北台中学校との合同開校式。湖北小学校内に併設開校。
- 1970年2月3日 - 校章決定。
- 1970年7月13日 - 校歌発表。
- 1970年3月31日 - 新校舎落成式。
- 1973年3月30日 - 新校舎増築完成。
- 1975年3月5日 - 体育館落成式
- 1977年3月31日 - プール竣工。

## 学区.
千葉県我孫子市
湖北台、都部、都部新田、中峠、中峠台

## 学校設備
- 校舎
- 体育館
- プール
- 校庭林間学校

- 修学旅行
- 運動会
- 持久走大会
- PTAバザール
- 歌声発表会
- なわとび大会
- 交流会
- 学年親子交流会
- 卒業式
- 入学式
- 6年生を送る会